# Avenue Paul Deschanel
Pour les articles homonymes, voir Deschanel.
Ne doit pas être confondu avec Allée Paul-Deschanel.
L'avenue Paul Deschanel (en néerlandais : Paul Deschanellaan) est une avenue bruxelloise de la commune de Schaerbeek.

## Situation

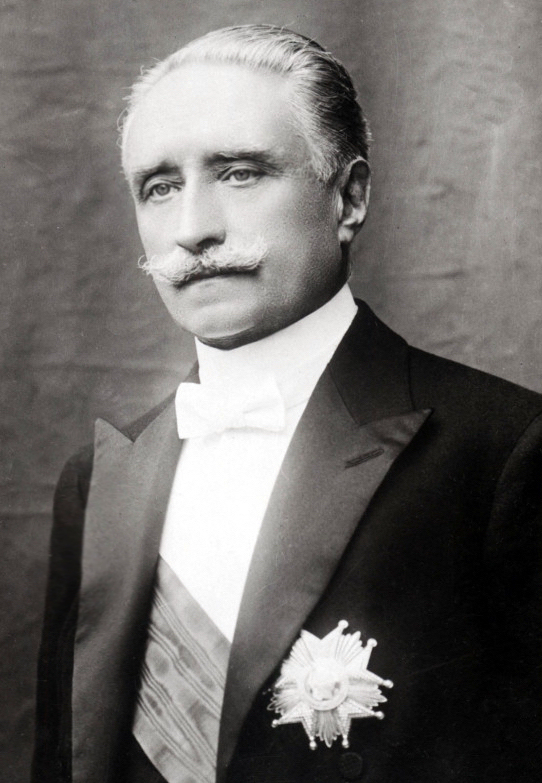
Paul Deschanel, président de la République française en 1920.

Elle commence au carrefour de l'avenue Louis Bertrand et de l'avenue Voltaire (en prolongement de celle-ci) et qui se termine au square Armand Steurs. Cette avenue arborée passe également par la rue Henry Villard, l'avenue Rogier, la rue Thiéfry, le square Émile Duployé, la rue Roelandts, la rue Van Hammée, la rue de la Consolation, et la rue Monrose. Les trois ou quatre dernières maisons de l'avenue sont situées sur la commune de Saint-Josse-ten-Noode.
L'avenue porte le nom de l'ancien Président de la République française Paul Deschanel, né à Schaerbeek le 13 février 1855 au 182 rue de Brabant et décédé à Paris le 28 avril 1922.
Précédemment, cette artère s'appelait boulevard Émile Vanden Putte.

## Adresses notables
à Schaerbeek :

- no 20 : maison de style Art Déco (1927)
- no 24 : maison de style Art Déco (1926)
- no 28 : maison de repos Susanna-Maria
- nos 36-38 : Fondation Prince-Laurent
- nos 36-38 : Vétérinaires Sans Frontières (Belgique)

## Galerie de photos

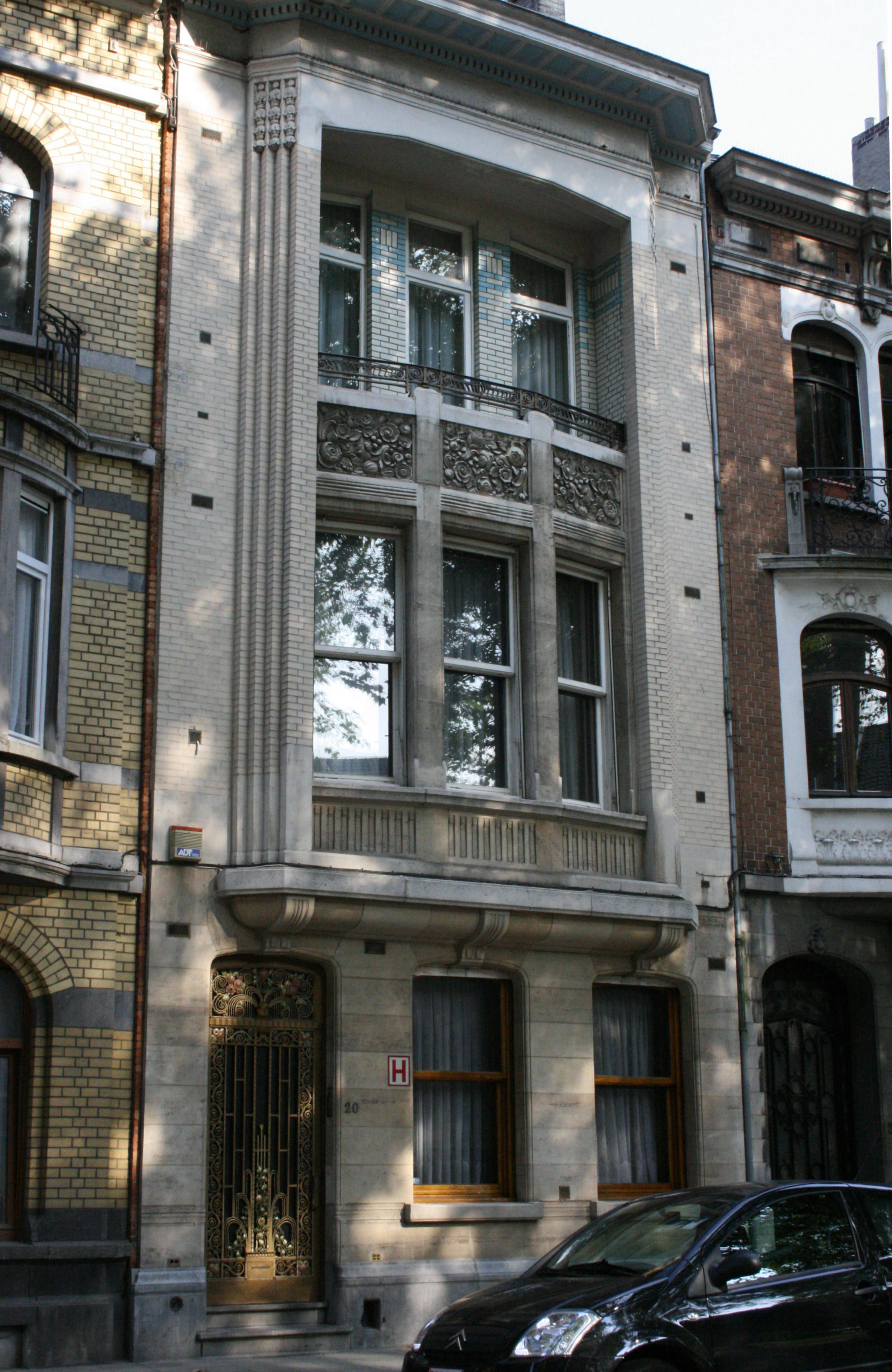
no 20 : maison de style Art Déco (1927)
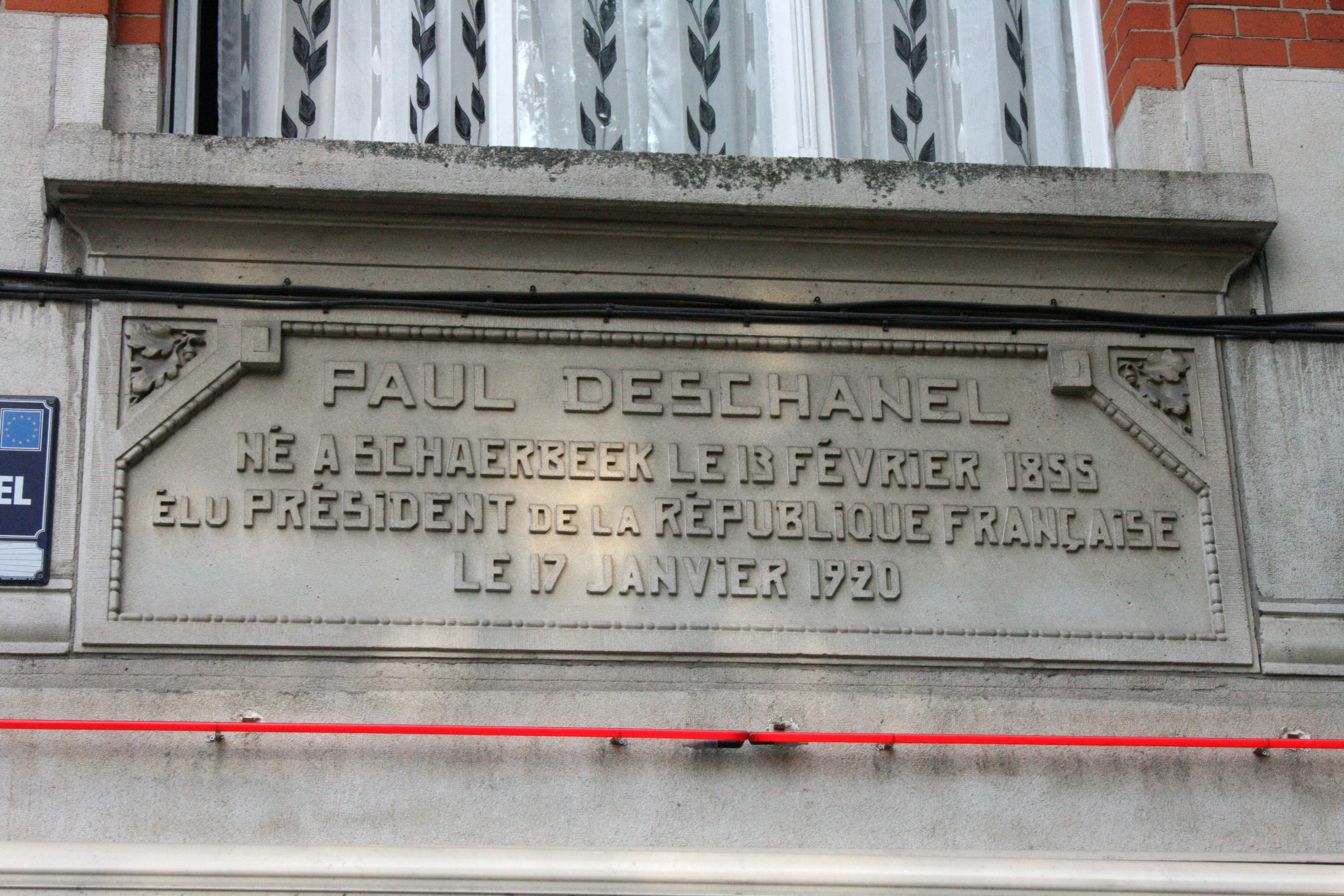
Plaque commémorative Paul Deschanel
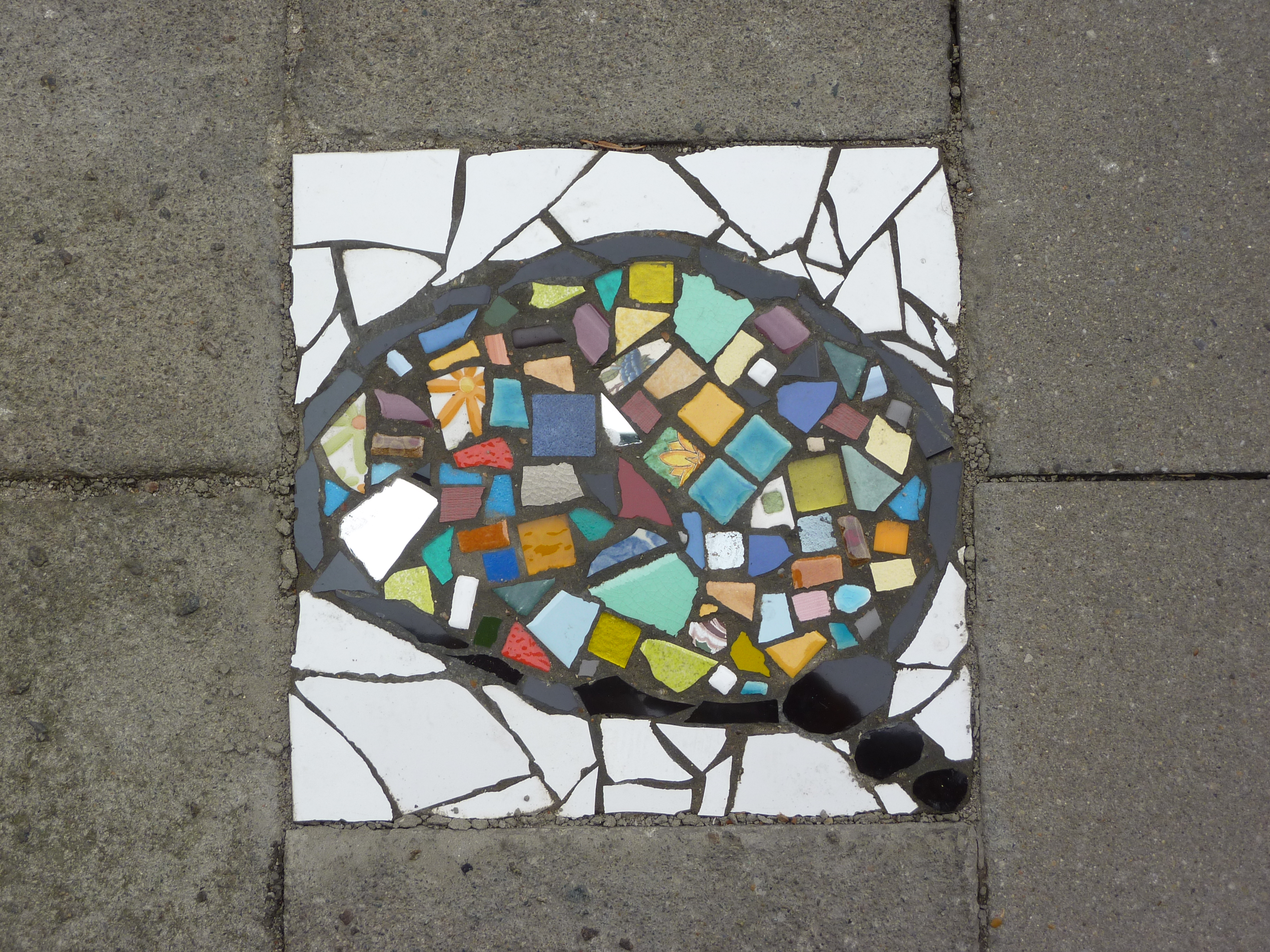
Mosaïque sur le trottoir au no 140